# Agbor
Agbor è una città della Nigeria, situata nello Stato di Delta. Gli indigeni del luogo parlano la lingua igbo.